# Biographisches Lexikon für Mecklenburg
Das Biographische Lexikon für Mecklenburg ist eine mehrbändige Regionalbiographie mit Biographien zu nicht mehr lebenden bemerkenswerten oder bedeutenden Personen, die in Mecklenburg geboren sind oder längere Zeit dort gelebt haben. Es können außerdem Personen berücksichtigt werden, deren Wirken für Mecklenburg von besonderer Bedeutung gewesen ist, auch wenn sie nicht hier gewohnt haben. Das von der Historischen Kommission für Mecklenburg in unregelmäßigen Abständen herausgegebene Werk ist zugleich in den Veröffentlichungen der Historischen Kommission für Mecklenburg die Reihe A. Die seit 1995 bisher veröffentlichten zehn Bände erschienen beim Verlag Schmidt-Römhild in Lübeck.

## Inhalt
Die Biographien sind nach einem vorgegebenen Schema zu verfassen:
1. In einem Vorspann werden Name, Geburts- und Todesort und -daten, Konfession und Beruf sowie ausführliche genealogische Informationen genannt.
2. Der Haupttext enthält den Lebenslauf, die Leistungen und eventuelle Würdigungen.
3. Der Abspann schließt mit Literaturangaben: Quellen, Werken (in Auswahl), der Sekundärliteratur und Porträts.

Bei den Texten der Biographien wird den Autoren viel Spielraum gelassen, sie unterscheiden sich daher stark von den einheitlich strukturierten Informationen im Vor- und Nachspann.

## Ausgaben
Veröffentlichungen der Historischen Kommission für Mecklenburg: Reihe A.
Sabine Pettke (Hrsg.): Biographisches Lexikon für Mecklenburg. Schmidt-Römhild, Rostock, Lübeck 1995–2005
- Band 1. Rostock 1995, ISBN 3-7950-3702-6 (Digitalisat), zweite überarb. Auflage 2005, ISBN 3-7950-3714-X (Digitalisat)
- Band 2. Rostock 1999, ISBN 3-7950-3711-5 (Digitalisat)
- Band 3. Lübeck 2001, ISBN 3-7950-3713-1 (Digitalisat)
- Band 4. Lübeck 2004, ISBN 3-7950-3741-7 (Digitalisat)

Andreas Röpcke (Hrsg.): Biographisches Lexikon für Mecklenburg. Schmidt-Römhild, Rostock, Lübeck 2009–2016
- Band 5. Lübeck 2009, ISBN 978-3-7950-3746-8 (Digitalisat)
- Band 6. Rostock 2011, ISBN 978-3-7950-3750-5 (Digitalisat)
- Band 7. Rostock 2013, ISBN 978-3-7950-3752-9
- Band 8. Schwerin 2016, ISBN 978-3-7950-3756-7

Wolf Karge (Hrsg.): Biographisches Lexikon für Mecklenburg. Schmidt-Römhild, Schwerin 2018–
- Band 9. Schwerin 2018, ISBN 978-3-7950-3760-4
- Band 10. Schwerin 2021, ISBN 978-3-7950-3764-2